# More Than This (canción de Roxy Music)
«More Than This» es una canción del grupo británico de rock Roxy Music, publicada el 22 de marzo de 1982.

## Descripción
De tono melancólico, en palabras del autor este rasgo se debe al ambiente de la costa oeste de Irlanda donde compuso el tema. La letra de la canción se refiere a un hombre de actitud pasiva al que las cosas le suceden sin que él tenga protagonismo.
Como característica de la canción cabe mencionar que la interpretación vocal de Ferry finaliza a los 2:45 minutos, dejando 1:45 restantes para sintonía instrumental de sintetizador.

## Ventas
| Listas (1982)  | Posiciones |
| -------------- | ---------- |
| Alemania       | 24         |
| Australia      | 6          |
| Bélgica        | 13         |
| España         | 10         |
| Estados Unidos | 102        |
| Francia        | 6          |
| Irlanda        | 6          |
| Italia         | 21         |
| Luxemburgo     | 3          |
| Noruega        | 2          |
| Nueva Zelanda  | 12         |
| Países Bajos   | 25         |
| Reino Unido    | 6          |
| Suecia         | 17         |
| Suiza          | 6          |

## Versiones
- En 1997, la banda estadounidense 10,000 Maniacs con Mary Ramsey como vocalista principal alcanzó el puesto 25 en la lista  Billboard Hot 100.
- La versión de Emmie (1999) alcanzó el puesto 5 en las listas británicas.
- El guitarrista Charlie Hunter y la cantante Norah Jones versionaron el tema para el álbum de Hunter Songs from the Analog Playground (2001).
- La australiana Missy Higgins grabó una versión en 2009, que aparece en el álbum Steer & More.
- Otras versiones corresponden a Robyn Hitchcock, Lucy Kaplansky (2007), Damhnait Doyle (2008), Alex Christensen (2011), Peanut Pie (1994)[9] y Matthew Sweet con Susanna Hoffs (2013).
- La canción es interpretada por el actor Bill Murray en la película Lost in Translation.

## En la cultura popular
Esta canción puede escucharse en la estación de radio Emotion 98.3 del juego Grand Theft Auto: Vice City.
Además, aparece en la banda sonora de la película Lost in Translation.